# Костарикански колон
Костарикански колон (шп. colón costarricense) је званична валута у Костарици. Међународни код је CRC. Симбол за колон је ₡. Издаје га Централна банка Костарике. У 2010. години инфлација је износила 3,95%. Један долар састоји се од 100 центима.
Валута је добила има по Кристифору Колумбу (шп. Cristóbal Colón).
У оптицају су апоени од 1000, 2000, 5000, 10000, 20000 и 50000 колона и кованице од 5, 10, 25, 50, 100 и 500 колона.